# Török tea
A török tea (törökül: çay) a Törökországban, Észak-Cipruson és a Balkán országaiban elterjedt teaital, mely Törökország Fekete-tengeri régiójában termelt fekete teából készül. A legnagyobb teatermelő az állami Çaykur, mely a török piac 60-65%-át látja el. Törökországban a fekete tea a legnépszerűbb forró ital.

## Története
Az 1800-as évek végén az oszmán kereskedelmi miniszter teapalántákat importált Kínából, hogy a növekvő teafogyasztás fedezéséhez hazai termelésre rendezkedjenek be, azonban az első teaültetvény-kísérletek kudarcba fulladtak, a kijelölt régió (Bursa) alkalmatlan volt a növény számára. Ali Rıza Erten, az egyik helyi mezőgazdasági iskola igazgatója kutatásokat végzett a témában és 1917-ben felvetette, hogy Rize alkalmas lenne a teaültetvények telepítésére, és lényegesen olcsóbb lenne helyben termelni, mint külföldről importálni a teát. A török függetlenségi háború megakadályozta, hogy felvetéseit komolyan megfontolják, 1924-ben azonban a Török Nagy Nemzetgyűlés megkezdte a régió mezőgazdasági fejlesztését és Rizében elindult a teacsemeték gondozása, azonban 1933-ig nem történt nagyobb előrelépés, főképp az anyagi támogatás elégtelensége miatt, majd lassan beindult a termelés, 1938-ban sikerült először betakarítani a teát. 1950-re a teafogyasztás háromszorosára nőtt, így a földek területét is megnövelték.
1984-ig a teatermelés teljesen állami monopólium volt, azóta magáncégek is foglalkoznak vele, a piac nagy részét azonban az állami Çaykur tudhatja magáénak, melynek 47 gyára van és naponta 6600 tonna teát képes feldolgozni.

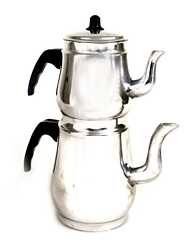
Çaydanlık: a felső részébe kerül a tealevél vízzel, az alsó részbe csak vizet öntenek

## Termelése
Törökország 2014-ben a világ ötödik legnagyobb teatermelője volt évi 225 000 tonna fekete teával, melynek nagy részét az országon belül értékesítik. A termelés nagy része Rize és Trabzon tartományokban folyik. A teatermelésnek csak 5%-át értékesítik külföldön, főképp az Európai Unió országaiba (Belgium, Hollandia, Németország, Franciaország, Egyesült Királyság), Észak-Ciprusra és az USA-ba.

## Szokások
Törökországban a teafogyasztás kedvelt foglalatosság, egész nap szívesen fogyasztják a forró italt, évszaktól függetlenül. A török tea igen erős, ezért nagy csészék helyett kis, jellegzetes alakú üvegpohárban tálalják és tej nélkül fogyasztják, esetlegesen cukorral. A török teát kétrészes teafőzőben (çaydanlık) főzik, melynek aljában víz forr, felső részében pedig koncentrált, erős tea fő. A teát 10–15 percig áztatják, a teafőző aljában lévő forró víz tartja melegen. Tálaláskor a pohárba először a teakiöntőből öntenek teát, általában a pohár 1/4-ig vagy 1/3-áig, attól függően, mennyire erősen szeretik, majd felöntik a teafőző aljában lévő forró vízzel.